# Сірий шпак
Сірий шпак (Spodiopsar) — рід горобцеподібних птахів родини шпакових (Sturnidae). Представники цього роду мешкають в Східній Азії.

## Види
Виділяють два види:
- Шпак червонодзьобий (Spodiopsar sericeus)
- Шпак сірий (Spodiopsar cineraceus)

Сірих шпаків раніше відносили до роду Шпак (Sturnus), однак за результатами низки молекулярно-генетичних досліджень вони були віднесені до відновленого роду Spodiopsar

## Етимологія
Наукова назва роду Spodiopsar походить від сполучення слів дав.-гр. σπόδιος — сірий і ψαρ — шпак.